# Je n'ai que mon âme
«Je n'ai que mon âme» (en español: Sólo tengo mi alma) es el sexto sencillo de la cantante franco-canadiense Natasha St-Pier, extraído de su segundo álbum À chacun son histoire, el primero que editó en Francia, el país donde más éxito ha conseguido.
Representó a Francia con este tema en el Festival de la Canción de Eurovisión 2001 el 12 de mayo en el Parken Stadium de Copenhague, actuando en la decimocuarta posición, por detrás del representante español David Civera.
La última estrofa de la canción la cantó en inglés. 
Era una de las grandes favoritas y finalizó en la cuarta posición con 142 votos, la mejor posición francesa desde 1995 hasta 2021. Grabó así mismo una versión en inglés, "All I Have Is My Soul", que también fue editada en la edición japonesa de su tercer álbum de estudio, De l'amour le mieux. Gracias a este tema y su éxito en el Festival de Eurovisión, Natasha comenzó una exitosa carrera en los países francófonos. En sencillo vendió 330 000 copias en Francia y 50 000 en Canadá, en ambos países alcanzó el estatus de Oro. 
En Bélgica fue el decimoséptimo sencillo más vendido de 2001.

## Temas
Sencillo en CD
1. Je n'ai que mon âme (2:51)
2. All I Have Is My Soul (2:51)
3. Près d'une autre (5:29)

## Posicionamiento
| Lista                   | Posición |
| ----------------------- | -------- |
| Lista Sencillos Francia | 2        |
| Lista Sencillos Bélgica | 2        |

## Puntuación en Eurovisión
| ......Participante..... | Pts. | Bandera de Rusia | Bandera de Bosnia y Herzegovina | Bandera de Portugal | Bandera de Polonia | Bandera de Estonia | Bandera de los Países Bajos | Bandera de Noruega | Bandera de Letonia | Bandera de Lituania | Bandera de Irlanda | Bandera de Croacia | Bandera del Reino Unido | Bandera de Eslovenia | Bandera de Alemania | Bandera de Dinamarca | Bandera de Suecia | Bandera de Islandia | Bandera de Grecia | Bandera de España | Bandera de Israel | Bandera de Turquía |
| ----------------------- | ---- | ---------------- | ------------------------------- | ------------------- | ------------------ | ------------------ | --------------------------- | ------------------ | ------------------ | ------------------- | ------------------ | ------------------ | ----------------------- | -------------------- | ------------------- | -------------------- | ----------------- | ------------------- | ----------------- | ----------------- | ----------------- | ------------------ |
| Francia                 | 142  | 12               | 12                              | 12                  | 10                 | 10                 | 8                           | 7                  | 7                  | 7                   | 7                  | 6                  | 6                       | 6                    | 6                   | 6                    | 6                 | 4                   | 4                 | 3                 | 2                 | 1                  |

- Datos: Q794173